# Marcel Hastir
Marcel Hastir (Brussel, 22 maart 1906 – aldaar, 2 juli 2011) was een Belgisch kunstschilder, theosoof en verzetsstrijder. Hij heeft vanaf 1935 tot aan zijn dood 76 jaar later op het adres Handelsstraat 51 in de Leopoldwijk in Brussel gewoond. In dat jaar vestigde hij daar zijn atelier, dat van begin af aan ook als concertzaal heeft gediend voor jonge musici.  Een aantal grote zangers en musici gaven er concerten. Zijn atelier speelde ook een rol in het Verzet tijdens de Tweede Wereldoorlog. Marcel Hastir heeft twee prijzen van de Académie royale de Belgique op zijn naam staan: een voor muziek en een voor schilderkunst.

## Biografie
Marcel Hastir kreeg les  van de schilders Jean Delville, Constant Montald, Émile Fabry en van de beeldhouwer Victor Rousseau. Terwijl hij in militaire dienst was, heeft hij meegewerkt aan de voorbereiding van de eeuwfeesten (in 1930: ter ere van het 100-jarig bestaan van België). Vervolgens heeft hij het Paviljoen van de Scheikunde voor de Wereldtentoonstelling van 1935 te Brussel gedecoreerd. Marcel Hastir is zijn hele leven lang beïnvloed geweest door het werk van Jiddu Krishnamurti.
In 1940 kreeg hij met een smoes toestemming van de Duitse bezettingsmacht om in zijn atelier teken- en schilderlessen te geven. Deze “schilderschool” fungeerde in werkelijkheid vooral als betrekkelijk veilige ontmoetingsplaats voor jonge mensen.  Onder hen waren de broers Alexandre en Youra Livchitz en Jean Franklemon, die verzetsdaden pleegden en die een heel stoutmoedig plan smeedden, namelijk om een deportatietrein naar Auschwitz tot stoppen te dwingen. Youra Livchitz, Jean Franklemon en hun vriend Robert Maistriau voerden dit plan met succes uit in de nacht van 19 april 1943, te Boortmeerbeek.

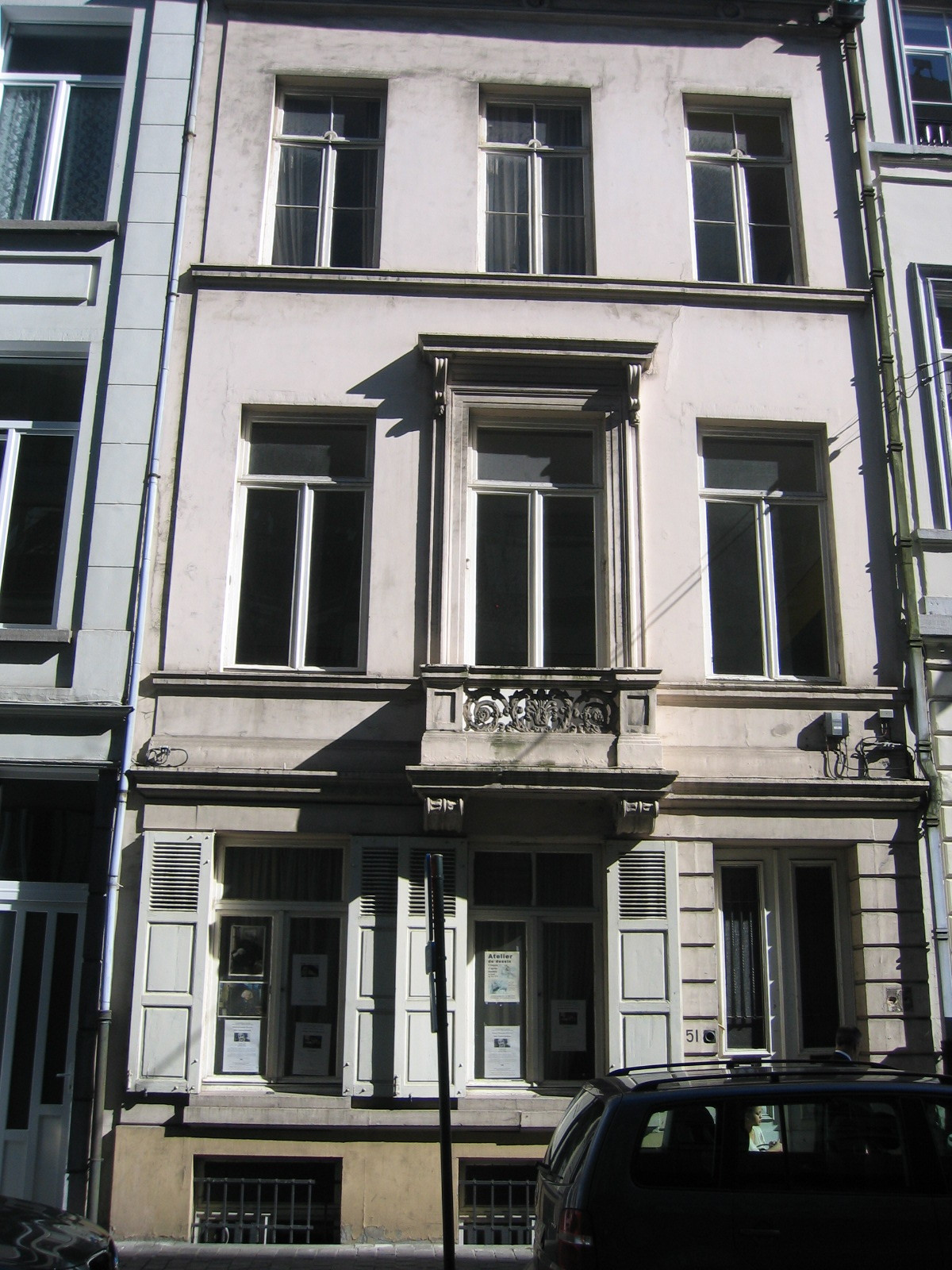
Atelier Marcel Hastir aan de Handelsstraat nummer 51

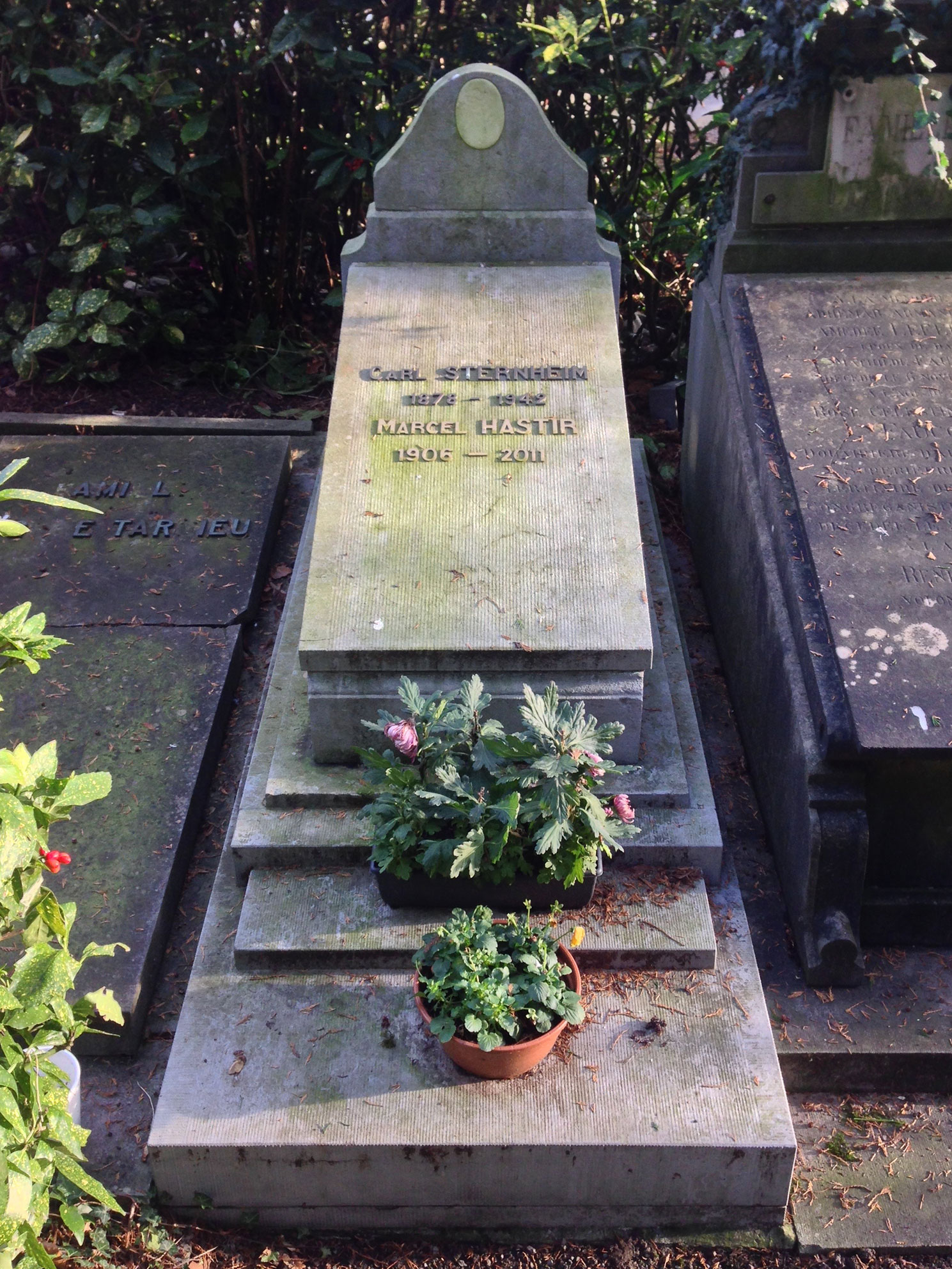
Graf van Carl Sternheim en Marcel Hastir in Elsene

## Het Atelier Marcel Hastir
Na de oorlog heeft Marcel Hastir weer onvermoeibaar verder gewerkt als (portret)schilder, tekenleraar en als restaurateur van schilderijen. Daarnaast ontwikkelden hij en Jonkvrouw Ginette van Rijckevorsel van Kessel, de vrouw met wie hij in 1946 trouwde, vele activiteiten op muzikaal, literair, theatraal en filosofisch vlak in zijn atelier. Om voor al deze activiteiten een raamwerk te creëren richtten zij op 1 april 1949 een vereniging zonder winstoogmerk op, toen "L'Atelier - Maison des arts coordonnés" (="Het Atelier – Huis van de vele kunsten") geheten.
Het aanbod aan kunst in het atelier is inderdaad altijd zeer veelzijdig geweest; Marcel en Ginette droegen hun steentje bij aan de ontdekking van jonge talenten als Charles Trenet, Jacques Brel, Barbara, Maurice Béjart, Lola Bobesco, Carlo Van Neste en Narciso Yepes. Zij boden een podium aan denkers en doeners, waaronder Lanza del Vasto, pater Pire en Abbé Pierre. Marcel Hastir heeft veel episodes uit dat rijke culturele leven vastgelegd in zijn biografie, getiteld “Une Vie” (in herdruk). Zijn echtgenote stierf in 1983.
In de aan onroerendgoedspeculatie ten prooi gevallen Leopoldwijk, heeft Marcel Hastir, die altijd huurder van zijn atelier en zijn woonruimte is gebleven, zich decennialang moeten verweren tegen pogingen hem eruit te zetten. De laatste pogingen daartoe waren in 2002, toen gedreigd werd met afbraak van het pand, en in 2004, toen een ontruimingsbevel werd gestuurd. Deze beide pogingen zijn mislukt dankzij burgerinitiatieven ter verdediging van de oude man - schilder, cultuurbevorderaar en verzetsman.
In 2005 heeft Marcel Hastir de mensen die hem hielpen verzocht een stichting in het leven te roepen, de Stichting Atelier Marcel Hastir, waaraan hij vervolgens zijn hele artistieke oeuvre geschonken heeft.
Op 22 maart 2006 kreeg Marcel Hastir, ter gelegenheid van zijn 100e verjaardag, van de Stad Brussel het ereburgerschap. Het Brussels Hoofdstedelijk Gewest klasseerde zijn atelier als monument (register van beschermd historisch erfgoed). De RTBF zond bij die gelegenheid een documentaire uitgezonden van Caroline Hack 51, Rue du Commerce, over de persoon en het werk van Marcel Hastir.
Op 24 april 2008 schonk het Joods Lekencentrum in Brussel uit erkentelijkheid voor de wijze waarop Marcel Hastir zich had ingezet voor zijn Joodse medeburgers tijdens de oorlog hem de eretitel "«Mensch» de l’année" (="«Mensch» van het jaar"; met het Jiddische woord «Mensch» wordt een verdienstelijk mens bedoeld) toegekend. Tezelfdertijd liet de Belgische staat, bij monde van vicepremier Laurette Onkelinx, weten het besluit genomen te hebben de inspanningen van de Stichting Atelier Marcel Hastir om het pand Handelsstraat 51 in eigendom te verwerven, te willen ondersteunen.  Dankzij deze steun heeft de stad Brussel het pand in februari 2010 kunnen aankopen. Vanaf 1 oktober 2010 heeft de Stichting Atelier Marcel Hastir het gehele huis in erfpacht gekregen voor een periode van 99 jaar. Het werk van Marcel Hastir in al zijn facetten werd daarmee veiliggesteld in handen van de vrijwilligers van het atelier. Er worden talrijke activiteiten georganiseerd: concerten (klassieke muziek en wereldmuziek), toneelvoorstellingen, filmvertoningen, voordrachten, tekenlessen, muziek- en danslessen.
Hij overleed uiteindelijk in 2011 op 105-jarige leeftijd.
Marcel Hastir werd bijgezet in het graf van zijn vriend Carl Sternheim, op de begraafplaats van Elsene.